# Brenda Fassie

Brenda-Fassie

Brenda Fassie (ur. 3 listopada 1964, zm. 9 maja 2004 w Kapsztadzie) – piosenkarka południowoafrykańska.
Wykonywała w dobie apartheidu piosenki o życiu ubogich warstw na przedmieściach, zyskała dużą popularność także licznymi występami w dzielnicach slumsowych Johannesburga. Magazyn "Time" nadał jej w 2001 przydomek "Madonny przedmieść".
Jej najbardziej znane piosenki to Weekend Special i Too Late for Mama.